# Seto (Ehime)
El Pueblo de Seto (瀬戸町 Seto-chō?) fue un pueblo del Distrito de Nishiuwa en la Región de Nanyo (南予地方 Nanyo-chihō?) de la Prefectura de Ehime, en Japón.

## Características
Se sitúa cerca del extremo de la Península de Sadamisaki (佐田岬半島 Sadamisaki-hantō?) y se encontraba entre los pueblos de Ikata y Misaki (en la actualidad es parte del Pueblo de Ikata), ambos del Distrito de Nishiuwa.
Es un pueblo largo y angosto, ya que las zonas más angostas de la Península de Sadamisaki no llegan a tener 1 km, y su costa norte es bañada por el Mar Interior de Seto y la costa sur por el Mar de Uwa. Ambas costas tienen una pendiente muy pronunciada y las zonas llanas son escasas. La costa del Mar Interior de Seto es mucho más accidentada y en ella se destaca la Bahía de Mitsukue (三机湾 Mitsukue-wan?). La costa del Mar de Uwa es menos accidentada y presenta playas como las de Ooku (大久?) y Kawanohama (川之浜?).
Los vientos que soplan en el Pueblo son aprovechados para generar energía eléctrica por medio de generadores eólicos. 
El 1° de abril es absorbida junto al Pueblo de Misaki por el Pueblo de Ikata (ambos del Distrito de Nishiuwa).